# ميشيهاري موري
ميشيهاري موري. (بالإنجليزية: Michiharu Mori)‏، سينسي مدرب آيكيدو معروف عالميا من قبل الفيدرالية الدولية للأيكيدو يوشينكان، ومن ناحية أخرى له صلة مباشرة مع دوجو يوشينكان هومبو في طوكيو، اليابان.

## سيرة
تعلم الآيكيدو على جوزو شيودا مدة عشر سنين في مقر الأيكيكاي الدولي في طوكيو، اليابان، حيث كان يدرس.
يعتبر أصغر مدرب في هومبو دوجو من حيث حصوله على الدرجة السابعة دان، موري سينسي له نشاط واسع النطاق بصفته مدرب يدعو إلى دورات عالمية في مجال رياضة الآيكيدو في دول مثل كندا، الهند ومالطا وأستراليا.
يُقيم حاليا في بريزبان، طور مركزا طراز عالمي من الدرجة الأولى خاص بأيكيدو يوشينكان.

## الخبرة التعليمية
- شرطة كوينزلاند وفكتوريا
- شرطة العاصمة طوكيو - طوكيو
- شرطة مكافحة الشغب متروبوليتان - طوكيو
- دروس للمدربين الأجانب - طوكيو
- الكوماندوز والقوات الخاصة
- الجمهور العام - البالغين والأطفال
- الدورات عالمية